# Alexander Grasshoff
Alexander Grasshoff (Boston, 10 dicembre 1928 – Los Angeles, 5 aprile 2008) è stato un regista, sceneggiatore e produttore cinematografico statunitense. È l'unica persona, insieme al produttore Robert Cohn, a cui venne revocato un premio Oscar, vinto nel 1969 per il documentario Young Americans.

## Biografia
Nato a Boston, in Massachusetts, Grasshoff ricevette un bachelor's degree in cinema alla University of Southern California. Nel 1951 cominciò a lavorare nell'ufficio postale della Paramount, svolgendo il ruolo di assistente montatore, divenendo poi montatore.
Nel 1960 girò il suo primo film, l'investigativo The Jailbreakers, distribuito dall'American International Pictures e da lui scritto e prodotto. Seguirono altri lavori, anche televisivi, fino a che nel 1969 il suo documentario Young Americans ricevette il premio Oscar come miglior documentario nel 1969. Tuttavia, l'Academy of Motion Picture Arts and Sciences scoprì presto che esso era stato proiettato già nell'ottobre del 1967, rendendolo di fatto ineleggibile per il 1968. Ciò portò alla revoca del riconoscimento, cosicché sia Grasshoff che il suo produttore Robert Cohn divennero le uniche persone cui venne tolto il premio.
Grasshoff venne successivamente candidato nella medesima categoria per Journey to the Outer Limits (1973). Morì il 5 aprile 2008 nella sua casa a Los Angeles a causa di alcune complicazioni sopraggiunte ad un intervento chirurgico di bypass su una gamba.

## Filmografia

### Regista

#### Cinema
- The Jailbreakers (1960)
- The Really Big Family (1966) - cortometraggio documentario
- Young Americans (1967) - documentario
- Future Shock (1972) - documentario
- Wacky Taxi (1972)
- Journey to the Outer Limits (1973) - documentario
- The Last Dinosaur (1977)
- Smokey and the Good Time Outlaws (1978)
- Billions for Boris (1984)

#### Televisione
- Hollywood and the Stars (1963) - 1 episodio
- National Geographic Specials (1965) - serie documentaristica
- Love on a Rooftop (1966) - 1 episodio
- Destination Safety (1967) - film documentario
- Toma (1973-1974) - 4 episodi
- Crackle of Death (1974) - film documentario
- Get Christie Love! (1974)
- The Rookies (1974) - 1 episodio
- The Rockford Files (1974) - 2 episodi
- Kolchak: The Night Stalker (1974) - 3 episodi
- Movin' On (1975) - 1 episodio
- Barbary Coast (1975-1976) - 4 episodi
- CHiPs (1977)
- The Wave (1981) - film
- Counterattack: Crime in America (1982) - film documentario
- ABC Afterschool Special  - The Unforgivable Secret, Sometimes I Don't Love My Mother (1982), Backwards: The Riddle of Dyslexia (1984) e I Want to Go Home (1985)

### Produttore

#### Cinema
- The Jailbreakers (1960)
- The Really Big Family (1966)
- Future Shock (1972)
- Journey to the Outer Limits (1973)
- Smokey and the Good Time Outlaws (1978)

#### Televisione
- Hollywood and the Stars (1963-1964) - 3 episodi
- National Geographic Specials (1965) - film documentari

### Sceneggiatore

#### Cinema
- The Jailbreakers (1960)
- Young Americans (1967)
- Wacky Taxi (1972)

#### Televisione
- Hollywood and the Stars (1964) - 2 episodi

### Montatore
- Magic Spectacles, regia di Bob Wehling (1961)

## Premi e riconoscimenti
- Premi Oscar
  - 1966 - Candidatura per il miglior cortometraggio documentario per The Really Big Family
  - 1966 - Miglior documentario per Young Americans (revocato)
  - 1974 - Candidatura per il miglior documentario per Journey to the Outer Limits